# 斯泰特森特鎮區 (愛荷華州馬歇爾縣)
斯泰特森特鎮區（英語：State Center Township）是位於美國愛荷華州馬歇爾縣的一個行政鎮區。

## 地方資料
根據2010年美國人口普查的數據，斯泰特森特鎮區的面積為89.21平方千米，當中陸地面積為89.18平方千米，而水域面積為0.03平方千米。當地共有人口1951人，而人口密度為每平方千米21.87人。